# Arméniens d'Ukraine

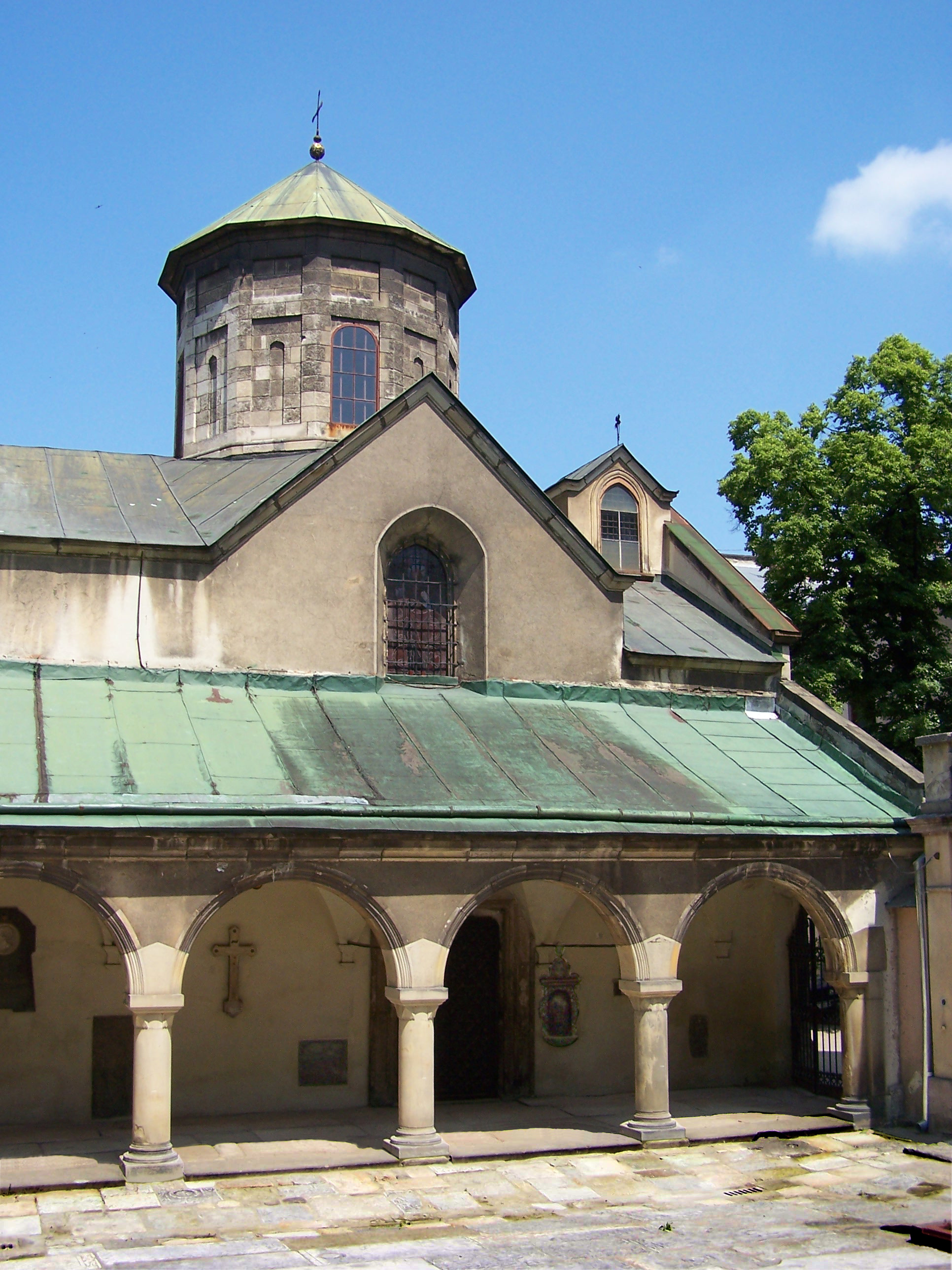
Cathédrale arménienne de Lviv (XIVe siècle).

Les Arméniens d'Ukraine désigne la communauté arménienne en Ukraine au nombre de 99 894 selon le recensement de 2001. Toutefois celui-ci n'incluait pas les travailleurs détachés en provenance d'Arménie. La population arménienne en Ukraine a presque doublé depuis la dissolution de l'Union soviétique en 1989, phénomène explicable en grande partie à cause de l'instabilité dans le Caucase. L'Ukraine abrite la 5e plus grande communauté arménienne au monde.